# 逢阪貴士
逢阪 貴士（おおさか たかし、1969年〈昭和44年〉1月23日 - ）は、日本の警察官僚。ニューヨーク州弁護士。警察庁サイバー警察局長。

## 来歴
奈良県出身。ラ・サール高等学校を経て、1992年（平成4年）3月、東京大学法学部を卒業。同年4月、警察庁に入庁。1997年（平成9年）5月、コロンビア大学ロースクール修士課程（LL.M.）を修了。翌1998年（平成10年）6月、ニューヨーク州弁護士に登録。その後、福岡県警察本部捜査第二課長、警察庁警備局外事課課長補佐、警察庁生活安全局地域課課長補佐、在ロシア日本国大使館一等書記官、警察庁刑事局組織犯罪対策部国際捜査管理官付理事官、警察庁長官官房企画官、警察庁刑事局組織犯罪対策部企画分析課理事官、警察庁長官官房総務課理事官、福島県警察本部警務部長、警察庁長官官房総務課広報室長、警察庁生活安全局情報技術犯罪対策課長などを歴任。サイバー犯罪や国際捜査などを担当し、その中で外国当局とのやり取りに携わり、2005年（平成17年）から3年間、在ロシア日本国大使館に勤務した際には現地の政治の情報収集にあたった。
2016年（平成28年）8月22日、佐賀県警察本部長に就任。2018年（平成30年）1月15日、離任。同年4月、慶應義塾大学総合政策学部教授に就任。大学教員として社会安全政策、警察学、刑事司法、サイバーセキュリティを担当した。
2020年（令和2年）4月1日、警察庁情報通信局情報通信企画課長に就任。
2021年（令和3年）1月15日、警察庁長官官房会計課長に就任。同日付で警察共済組合監事に就任。同年10月4日、内閣総理大臣秘書官に就任。秘書官として岸田内閣を支えた。2024年（令和6年）10月1日、内閣総理大臣秘書官を退任。同年11月5日、警察庁サイバー警察局長に就任。

## 年譜
- 1992年（平成4年）
  - 3月 - 東京大学法学部卒業[4]
  - 4月 - 警察庁入庁[4]
- 1997年（平成9年）5月 - コロンビア大学ロースクール修士課程（LL.M.）修了[4]
- 1998年（平成10年）
  - 6月 - ニューヨーク州弁護士登録[4]
  - 8月 - 福岡県警察本部刑事部捜査第二課長[4]
- 2000年（平成12年）8月 - 警察庁警備局外事課課長補佐[4]
- 2002年（平成14年）8月 - 警察庁生活安全局地域課課長補佐[4]
- 2005年（平成17年）
  - 1月 - 警察庁警備局外事情報部外事課課長補佐[4]
  - 7月 - 在ロシア日本国大使館一等書記官[4]
- 2008年（平成20年）8月 - 警察庁刑事局組織犯罪対策部国際捜査管理官付理事官[4]
- 2009年（平成21年）7月 - 警察庁長官官房企画官兼警察庁刑事局組織犯罪対策部企画分析課理事官[4]
- 2010年（平成22年）7月 - 警察庁長官官房企画官兼総務課理事官[4]
- 2012年（平成24年）8月 - 福島県警察本部警務部長[4]
- 2014年（平成26年）7月 - 警察庁長官官房総務課広報室長[4]
- 2015年（平成27年）8月 - 警察庁生活安全局情報技術犯罪対策課長[4]
- 2016年（平成28年）8月 - 佐賀県警察本部長[4][9]
- 2018年（平成30年）4月 - 慶應義塾大学総合政策学部教授[4]
- 2020年（令和2年）4月 - 警察庁情報通信局情報通信企画課長[12]
- 2021年（令和3年）
  - 1月 - 警察庁長官官房会計課長[13]
  - 1月 - 警察共済組合監事[14]
  - 10月 - 内閣総理大臣秘書官[6]
- 2024年（令和6年）11月 - 警察庁サイバー警察局長[3][5]